# 庐城镇
庐城镇，是中华人民共和国安徽省合肥市庐江县下辖的一个乡镇级行政单位。 区域面积167.31平方千米。

## 行政区划
庐城镇下辖以下地区：
塔山社区、磙塘社区、三里社民社区、绣溪社区、岗湾社区、高拐社区、附城社区、牌楼社区、高建村区社区、晨光社区、鲍井社区、城西新村社区、八里村、移湖村、城南村、马厂村、棋盘村、马店村、朱墩村、新桥村、罗埠村、迎松村和申山村。